# Земцов Михайло Євстафійович
Михайло Євстафійович Земцов (1869 - ?) — депутат Державної думи I скликання від Катеринославської губернії .

## Біографія
Народився 11 листопада 1869 року на хуторі Шумілін Казанської станиці, Область Війська Донського  . Походив із дворянської родини хорунжого Євстафія Яковича Земцова  - козак станиці Вешенської.

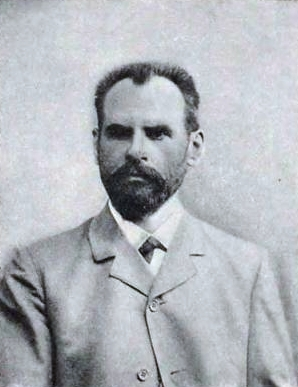
М. Є. Земцов, 1906 рік

Закінчив Усть-Медведицьку гімназію та у 1894 році — юридичний факультет Московського університету з випускним свідченням. Працював у Сибіру з переселенської статистики. У 1897-1900 роках був повітовим земським статистиком в Олександрівську Катеринославської губернії . Потім — помічник податного інспектора, податний інспектор у Маріуполі . Член Московського юридичного товариства . З 1906 року член Конституційно-демократичної партії .
Був обраний 14 квітня 1906 року у Державну думу I скликання від загального складу виборщиків Катеринославських губернських виборчих зборів; входив до Конституційно-демократичної фракції.
Після підписання «Виборзького звернення» було засуджено за ст. 129, ч. 1, п. п. 51 і 3 Кримінального Уложення , засуджений до 3 місяців в'язниці та позбавлений права бути обраним.
У 1910-1917 роках очолював у Маріуполі Товариство взаємного кредиту  . Мав чин колезького радника, був помічником присяжного повіреного , потім - присяжний повірений  . Жив у Маріуполі у будинку Циплакова, на Марії-Магдалиновській вулиці (1910)  .
6 березня 1917 року на засіданні об'єднаного комітету громадських організацій міста Маріуполя Михайло Земцов був обраний головою маріупольського громадського виконавчого комітету  . У червні 1917 року був обраний делегатом на VII з'їзд конституційно-демократичної партії, де він виступив з доповіддю  .
Подальша доля невідома.

## Твори
- Єврейські селяни. Короткий нарис економічного становища євреїв-землевласників Катеринославської губернії. - СПб., 1908. - 113 с.